# Nykredit
Nykredit Realkredit A/S eller Nykredit A/S er en dansk finanskoncern med bank og realkredit som de to bærende elementer. Derudover har Nykredit aktiviteter inden for forsikring, leasing, pension og ejendomsmæglervirksomhed. Siden 2001 har hovedsædet været beliggende på Kalvebod Brygge i København i en bygning tegnet af Schmidt, Hammer & Lassen.

## Nykredit Bank
Bankdivisionen i Nykredit blev etableret i 1986 og drives som et datterselskab til Nykredit Realkredit under navnet Nykredit Bank A/S.

## Nykredits historie
Fra 1851 og frem blev der etableret en lang række kreditforeninger i Danmark, hvoraf 16 efter realkreditreformen i 1970 fusionerede til henholdsvis Forenede Kreditforeninger og Jyllands Kreditforening i 1972.
Nykredit blev etableret i 1985 ved en fusion mellem Forenede Kreditforeninger og Jyllands Kreditforening.
Ved en ændring af realkreditloven i 1989 fik kreditforeninger mulighed for at omdanne sig til aktieselskaber, hvilket Nykredit udnyttede ved at skyde aktiviteten ned i et datterselskab Nykredit Holding a/s og videre til dettes datterselskab Nykredit a/s. Nykredit fortsatte som Foreningen Nykredit.
I 1991 etableredes en koncern bestående af forsikringskoncernen Tryg og Nykredit i en holdingkonstruktion. Det var meningen, at Unidanmark også skulle indgå heri; men dette blev som følge af ændrede strategiske mål hos parterne aldrig realiseret og holdingkonstruktionen blev opløst.
I løbet af de næste år udvidede Nykredit forretningsaktiviteterne til også at omfatte bank og forsikring.
I 2003 købte Nykredit Totalkredit af en række lokale og regionale pengeinstitutter og i 2008 købte Nykredit Forstædernes Bank.
I 2011 indviede koncernen en ny bygning kaldet Krystallen på Otto Mønsteds Plads i København.
I 2014 tabte Nykredit en principiel dom i Højesteret om hævelse af bidragsydelser, hvor Højesteret fandt, at Nykredit var bundet af tidligere tilsagn til Konkurrencerådet afgivet i forbindelse med fusionen med Totalkredit om ikke at hæve bidragsydelserne.
I februar 2016 endte Nykredit i en shitstorm efter man hævede bidragsydelserne for realkreditobligationer i det helejede datterselskab, Totalkredit, som Nykredit efter 2014 flyttede nyudstedelser af realkreditlån til. Bidragssatsøgningen skete med henvisning til øgede kapitalkrav fra bl.a. Baselkomiteen, indbefatter et såkaldt generelt kapitalgulv på mellem 60 og 90 pct. af kapitalkravet.

## Børsnotering
Den 4. februar 2017 blev det offentliggjort, at aktierne i Nykredit Holding A/S foreslås børsnoteret i løbet af de næste 12-24 måneder. Børsnoteringen begrundes med de skærpede kapitalkrav, som kræver at Nykredit henter ekstern kapital.
I dag ejes Nykredit Holding A/S 90 % af Foreningen Nykredit, hvor Nykredits og Totalkredits bank- og realkreditkunder er medlemmer, mens de sidste 10 % ejes af Industriens Fond, Foreningen Østifterne (Nykredits forsikringskunder), samt PRAS A/S, som er ejet af Lokale Pengeinstitutter.
Det er hensigten at Foreningen Nykredit skal bevare aktiemajoriteten.
Ifølge Nykredits ledelse sker børsnoteringen og prisstigningen for kundernes skyld, fordi en prisstigning ville blive højere hvis man forbliver i foreningsejerskab. Den 23. november 2017 valgte repræsentantskabet i Forenet Kredit, at forkaste en børsnotering af selskabet. Det er første gang en børsnotering aflyses på grund af massivt pres fra kunder og samfund.

## Ejerforhold
Pr. 2024 ejes 78,9 procent af Nykredit af Forenet Kredit. Et konsortium af pensionsselskaberne PFA, PKA, PensionDanmark, AP Pension og Akademikerpension ejer 16,9 procent. Dertil kommer en gruppe mindre aktionærer, heriblandt Industriens Fond.

## Kundekroner
Med Foreningen Nykredit som hovedaktionær, og dermed også primær modtager af et evt. kommende aktieudbytte, vil Nykredit indføre såkaldte kundekroner, hvor aktieudbytterne føres tilbage til kunderne i form af kontante fordele. De præcise vilkår for kundekroner er ikke på plads, og der er bl.a. en igangværende dialog med Skat, der skal klarlægge hvordan et fordelsprogram kan skrues endeligt sammen. Arkiveret 7. februar 2017 hos  Wayback Machine

## Koncernchefer
- 1985-1987 Hans Ejvind Hansen
- 1987-1991 Thorleif Krarup
- 1991-2006 Mogens Munk Rasmussen
- 2006-2013 Peter Engberg Jensen
- 2013- Michael Rasmussen